# Ronde van Limburg 2024 (België)
De 76e editie van de wielerwedstrijd Ronde van Limburg vond plaats op 20 mei 2024. De wedstrijd startte in Hasselt en finishte 195,6 kilometer later in Tongeren. De wedstrijd maakte deel uit van de UCI Europe Tour, met de categorie 1.1. De Nederlander Dylan Groenewegen won de sprint, na de laatste bocht als eerste door te zijn gegaan.

## Uitslag
| Plaats  | Naam                 | Ploeg                  | Tijd     |
| ------- | -------------------- | ---------------------- | -------- |
| Winnaar | Dylan Groenewegen    | Jayco AlUla            | 4u30'40" |
| 2       | Maurice Ballerstedt  | Alpecin-Deceuninck     | z.t.     |
| 3       | Arnaud De Lie        | Lotto Dstny            | z.t.     |
| 4       | Alexander Kristoff   | Uno-X Mobility         | z.t.     |
| 5       | Gerben Thijssen      | Intermarché-Wanty      | z.t.     |
| 6       | Matteo Moschetti     | Q36.5                  | z.t.     |
| 7       | Simon Dehairs        | Alpecin-Deceuninck     | z.t.     |
| 8       | Daniel Stampe        | Airtox-Carl Ras        | z.t.     |
| 9       | Toon Aerts           | Deschacht-Hens-Maes    | z.t.     |
| 10      | Marc Brustenga       | Kern Pharma            | z.t.     |
| 11      | Tom Bohli            | Tudor                  | z.t.     |
| 12      | Timothy Dupont       | Tarteletto-Isorex      | z.t.     |
| 13      | Giacomo Nizzolo      | Q36.5                  | z.t.     |
| 14      | Emilien Jeannière    | TotalEnergies          | z.t.     |
| 15      | Tomáš Bárta          | Caja Rural-Seguros RGA | z.t.     |
| 16      | Francisco Galván     | Kern Pharma            | z.t.     |
| 17      | Pau Miquel           | Kern Pharma            | z.t.     |
| 18      | Ceriel Desal         | Bingoal WB             | z.t.     |
| 19      | Joseba López         | Caja Rural-Seguros RGA | z.t.     |
| 20      | Tristan Scherpenberg | Philippe Wagner/Bazin  | z.t.     |

1919 · 1920 · 1921-1928 · 1929 · 1930 . 1931 · 1932 · 1933 · 1934 · 1935 · 1936 · 1937 · 1938 · 1939 · 1940 · 1941 · 1942 · 1943 · 1944 · 1945 · 1946 · 1947 · 1948 · 1949 · 1950 · 1951 · 1952 · 1953 · 1954 · 1955 · 1956 · 1957 · 1958 · 1959 · 1960 · 1961 · 1962 · 1963 · 1964 · 1965 · 1966 · 1967 · 1968 · 1969 · 1970 · 1971 · 1972 · 1973 · 1974 · 1975 · 1976 · 1977 · 1978 · 1979 · 1980 · 1981 · 1982 · 1983 · 1984 · 1985 · 1986 · 1987 · 1988 · 1989 · 1990 · 1991 · 1992 · 1993 · 1994 · 1995-2011 · 2012 · 2013 · 2014 · 2015 · 2016 · 2017 · 2018 · 2019 · 2020 · 2021 · 2022 · 2023 · 2024 · 2025